# Ali Mohammed al-Nimr
Ali Mohammed al Nimr (en árabe: على محمد باقر النمر‎; 25 de diciembre de 1995, (Arabia Saudita) es un joven saudí chií condenado a muerte por un delito que presuntamente cometió cuando tenía 17 años relacionado con las protestas en Arabia Saudita reclamando democracia en el inicio de la Primavera Árabe. Fue arrestado en 2012 y condenado a muerte en 2014. Desde el 23 de septiembre de 2015 su condena a ser crucificado o decapitado estaba solo a la espera de ser ratificada por el rey Salmán de Arabia Saudita y según organizaciones de Derechos Humanos solo puede salvarle el perdón real. El juicio de Al-Nimr ha sido considerado injusto por parte de expertos de las Naciones Unidas como Christof Heyns [4] y Amnistía Internacional que desarrolla una campaña para pedir que la ejecución se detenga. El Parlamento Europeo, el presidente francés, François Hollande, y el primer ministro Manuel Valls así como el líder laborista británico Jeremy Corbyn han denunciado la situación de Alí.
Ali al-Nimr es sobrino del jeque Nimr Baqr al-Nimr, un opositor chií al régimen saudí condenado a muerte y ejecutado el 2 de enero de 2016.

## Actividades durante la Primavera Árabe
Cuando tenía 17 años Ali Mohammed al-Nimr participó en las protestas durante la Primavera Árabe celebradas en la ciudad de Qatif en 2011-2012. Según la sentencia que le ha condenado a muerte, animó manifestaciones a favor de la democracia en Arabia Saudita utilizando una BlackBerry.

## Proceso jurídico

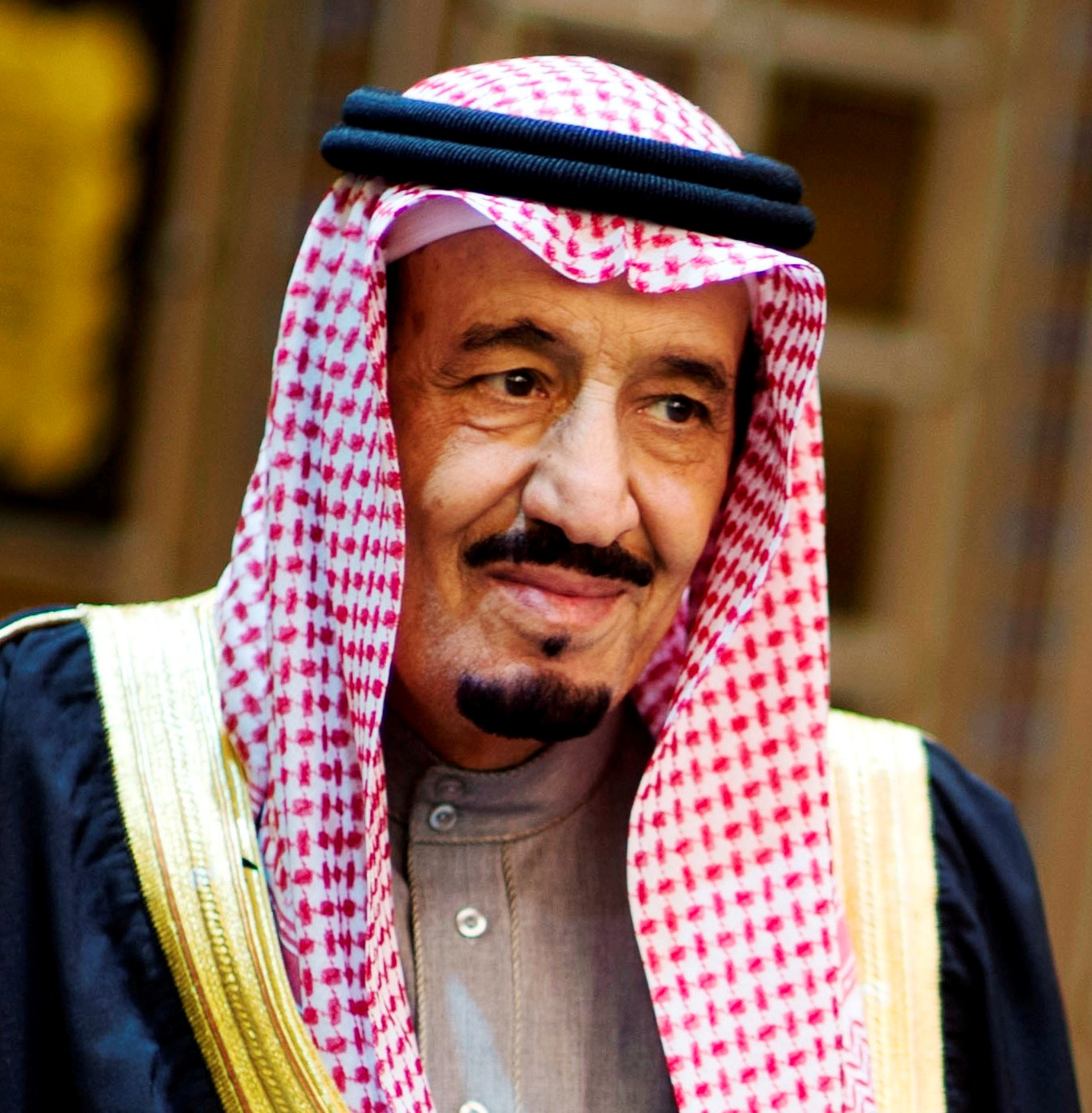
La ejecución de al-Nimr pendiente de la firma del Rey Salmán de Arabia Saudita.

Fue detenido el 14 de febrero de 2012 por la Mabahith la policía secreta de Arabia Saudita en la provincia chiita de Qatif y llevado a la Prisión General de Investigaciones en Damman. 
Amnistía Internacional denuncia que se le negó el acceso a su abogado y fue sometido presuntamente a tortura y otros malos tratos para hacer firmar una "confesión". Posteriormente lo llevaron a un centro de rehabilitación de menores, Dar al-Mulahaza, pero lo devolvieron a la prisión de Damman cuando cumplió los 18 años. 
El 27 de mayo de 2014 el Tribunal Penal Especial de Yedda le condenó a muerte por delitos como participar en manifestaciones contra el gobierno, atacar a las fuerzas de seguridad, estar en posesión de una ametralladora y cometer robos a mano armada. Según la petición de acción urgente de Amnistía Internacional, el tribunal parece haber tomado su decisión basándose en confesiones firmadas que Ali afirma haber hecho bajo tortura.
Ali Mohammed Baqir al-Nimr ha agotado todas las vías de apelación y su ejecución depende solo de que el rey de Arabia Saudita ratifique la condena.

### Condiciones jurídicas
Amnistía Internacional denuncia que las autoridades saudíes no le han permitido el contacto regular con su abogado y han rechazado que su abogado pueda interrogar a los testimonios, además no informar a su abogado sobre las fechas de varias audiencias. Por otro lado las comparecencias de Ali Mohammed al Nimr a los juicios se han mantenido en secreto.

### Campaña de apoyo
En 2014 Amnistía Internacional inició una campaña de acción urgente denunciando su caso.
En septiembre de 2015 tras conocerse la ratificación de sentencia contra Ali varios líderes europeos han mostrado públicamente su rechazo y han pedido a las autoridades saudíes que no le ejecuten, entre ellas el presidente de Francia François Hollande o el líder laborista británico Jeremy Corbyn.
El 8 de octubre de 2015 el Parlamento Europeo expresó su “firme condena” a la sentencia a muerte impuesta en Arabia Saudí al joven Ali Mohamed al Nimr y apeló a las autoridades saudíes para que detengan su ejecución
Amnistía internacional ha denunciado que existen otros dos casos de jóvenes detenidos también en 2012 cuando eran menores al igual que Alí y están pendientes de ejecución: Daud al Marhun y Abdalá al Zaher.

## Vida privada
Ali Mohammed al-Nimr es el sobrino del opositor al gobierno saudí jeque Nimr Baqr al-Nimr, especialmente popular entre los jóvenes, detenido el 8 de julio de 2012, condenado a muerte y ejecutado el 2 de enero de 2016. La familia de Ali considera que este parentesco pueda ser la razón de la detención y la condena del joven.